# 納米布-諾克盧福國家公園
納米布-諾克盧福國家公園（Namib-Naukluft National Park）是南部非洲國家納米比亞的一个國家公園，位於該國西南部，包括纳米布沙漠的一部分和诺克路福山脉。公园成立於1979年8月1日，佔地49,768平方公里，为非洲最大和世界第四大的主题公园。最知名的园区景区是索苏斯弗雷，也是纳米比亚的主要旅游景点。
每年平均降雨量106毫米，集中在二月和和四月，水分来自大西洋，大部分是雾而不是降雨。在这个极度干旱的地区生存的动物种类令人惊奇，包括蛇、壁虎、鬣狗、南非劍羚、胡狼等。

## 外部連結
- Ministry of Environment and Tourism report
- Gobabeb Training & Research Centre  - A major centre for Namib ecological and development research since 1962; joint venture between the Ministry of Environment and Tourism （页面存档备份，存于） and the Desert Research Foundation of Namibia